# بامیلو
بامیلو (به انگلیسی: Bamilo) یک بازار تجارت الکترونیک در ایران بود که در دسامبر ۲۰۱۳ تأسیس شد و در ماه ژوئیه سال ۲۰۱۴ توسط رامتین منزهیان آلمانی-ایرانی با درجه کسب و کار و اقتصاد و تجربه کاری قبلی در شرکت‌های مشاوره و سرمایه‌گذاری بانکی، راه اندازی شد. بامیلو اولین و بزرگ‌ترین زیر مجموعه گروه اینترنتی ایران (IIG) است که توسط گروه ام‌تی‌ان حمایت شده‌است. سایر پروژه‌های IIG شامل اسنپ، اسنپ‌فود (زودفود سابق)، پین تا پین و اسکانو هستند. بامیلو پس از گذشت مدتی بعنوان یک بازار تلفن همراه و الکترونیک شروع به کار کرد، این شرکت در اوایل تمرکز خود را برروی عرضه مد و لباس گذاشته بود.
در اسفند سال ۱۳۹۷ این شرکت بسیاری از کارمندان خود را تعدیل و بقیه را به شرکت‌های هم‌خانواده (گروه اسنپ) منتقل کرد. روابط عمومی این شرکت دلیل این کار را تمرکز روی بخش‌های کلیدی‌تری از بازار خرده فروشی اعلام کرد.

## تعطیلی
از تاریخ ۲۱ اردیبهشت ۱۳۹۸ دامنه این وبگاه به اسنپ مارکت تغییرمسیر داد و رسانه‌ها از تعطیلی کامل این فروشگاه اینترنتی خبر دادند.